# Port lotniczy Władykaukaz-Biesłan
Port lotniczy Władykaukaz-Biesłan (IATA: OGZ, ICAO: URMO) – port lotniczy położony 5 km na północny wschód od Biesłanu i 15 km od Władykaukazu, w Północnej Oseti, w Rosji.

## Linie lotnicze i połączenia
| Linia lotnicza    | Kierunek                                                                                              |
| ----------------- | --- |
| Aerofłot          | 1. Moskwa-Szeremietiewo                                                                               |
| Azur Air          | Sezonowe czartery: 1. Antalya                                                                         |
| Nordwind Airlines | 1. Baku 2. Stambuł 3. Moskwa-Szeremietiewo 4. Ufa 5. Erywań Sezonowe czartery: 1. Antalya 2. Hurghada |
| Pobeda            | 1. Dubaj-Al Maktoum 2. Moskwa-Szeremietiewo 3. Sankt Petersburg                                       |
| S7 Airlines       | 1. Moskwa-Domodiedowo                                                                                 |
| UTair Aviation    | 1. Moskwa-Wnukowo                                                                                     |